# Cheilosia latigenis
Cheilosia latigenis är en tvåvingeart som beskrevs av Claussen och Kassebeer 1993. Cheilosia latigenis ingår i släktet örtblomflugor, och familjen blomflugor.
Artens utbredningsområde är Frankrike. Inga underarter finns listade i Catalogue of Life.